# Indianapolis 500: The Simulation
Indianapolis 500: The Simulation è un simulatore di guida in grafica poligonale del 1989, sviluppato da Papyrus e pubblicato da Electronic Arts per MS-DOS e Amiga. Il gioco è stato programmato principalmente da David Kaemmer, e il tema musicale è stato scritto da Rob Hubbard.
Si tratta di uno dei primi videogiochi a tentare una simulazione completa e realistica della Indianapolis 500; utilizza una visuale in prima persona ed è disponibile una modalità replay, con la possibilità di salvarne tre della durata massima di 20 secondi. Sono disponibili cinque telecamere diverse, più un'altra in caso di incidente. Sono simulati i danni delle auto in caso di incidenti, i guasti durante la gara delle auto controllate dalla CPU ed è inoltre possibile impostare vari parametri di queste ultime che, una volta in gara, reagiranno di conseguenza.
La griglia di partenza rispecchia quella dell'edizione 1989 dell'omonima gara, con l'eccezione dell'auto del giocatore (la numero 17) che sostituisce la numero 29 di Rich Vogler, che quell'anno si era qualificato al 33º e quindi ultimo posto.

## Modalità di gioco
Il menu iniziale offre diverse possibilità:
- Pratice - modalità pratica, dove è possibile prendere dimestichezza con l'auto (in questo caso indistruttibile), oltre che a modificare in tempo reale (cioè mentre si sta realmente guidando) e ovviamente ai box tutte le impostazioni dell'auto.
- Qualify - qualificazioni: se non si partecipa a queste ultime, in gara si partirà dall'ultima posizione.
- Race - gara, a sua volta suddivisa in quattro opzioni in ordine di difficoltà:
  - 10 giri, 25 miglia (auto indistruttibile, bandiera gialla disattivata in caso di incidenti)
  - 30 giri, 75 miglia (auto indistruttibile)
  - 60 giri, 150 miglia
  - 200 giri, 500 miglia
- Teams - selezione della squadra (e quindi dell'auto).
- File - modalità dove è possibile caricare o salvare su file replay e impostazioni delle auto.
- Setup - settaggi audio e video.
- Quit - uscita.

### Auto
Le auto disponibili alla guida sono tre:
- Penske-Chevrolet, gialla
- Lola-Buick, rossa
- March-Cosworth, blu

Ogni auto può essere personalizzata in diversi fattori, in modo da migliorare le performance in gara; questi sono modificabili nella modalità Pratice, dove è poi possibile fare giri di test in modo da verificarne l'effettiva utilità e confrontare i vari tempi. I parametri, che possono essere salvati su tre file per poi essere riutilizzati, riguardano ad esempio la quantità di carburante, la pressione e la tipologia degli pneumatici e l'angolo degli alettoni.